# Chicago Sky
Chicago Sky – kobiecy klub koszykarski z siedzibą w Chicago, Illinois, grający w lidze WNBA. Zespół dołączył do ligi przed sezonem 2006.

## Wyniki sezon po sezonie
| Mistrzostwo WNBA | Mistrzostwo Konferencji | Play–off |

| Sezon           | Zespół          | Konferencja     | Konferencja     | Sezon regularny | Sezon regularny | Sezon regularny | Rezultaty play-off | Nagrody                                                                     | Trener                    |
| Sezon           | Zespół          | Konferencja     | Konferencja     | W               | P               | %               | Rezultaty play-off | Nagrody                                                                     | Trener                    |
| --------------- | --------------- | --------------- | --------------- | --------------- | --------------- | --------------- | --- | --------------------------------------------------------------------------- | ------------------------- |
| 2006            | 2006            | Wschodnia       | 7               | 5               | 29              | 14,7            | |                                                                             | Dave Cowens               |
| 2007            | 2007            | Wschodnia       | 6               | 14              | 20              | 41,2            | |                                                                             | Bo Overton                |
| 2008            | 2008            | Wschodnia       | 5               | 12              | 22              | 35,3            | |                                                                             | Steven Key                |
| 2009            | 2009            | Wschodnia       | 5               | 16              | 18              | 47,1            | |                                                                             | Steven Key                |
| 2010            | 2010            | Wschodnia       | 6               | 14              | 20              | 41,2            | |                                                                             | Steven Key                |
| 2011            | 2011            | Wschodnia       | 5               | 14              | 20              | 41,2            | | Sylvia Fowles (DPOY)                                                        | Pokey Chatman             |
| 2012            | 2012            | Wschodnia       | 5               | 14              | 20              | 41,2            | |                                                                             | Pokey Chatman             |
| 2013            | 2013            | Wschodnia       | 1               | 24              | 10              | 70,6            | Przegrana – półfinały konferencji (Indiana, 0–2)                                                                                  | Elena Delle Donne (ROY) Sylvia Fowles (DPOY, RPP) Swin Cash (SPOR)          | Pokey Chatman             |
| 2014            | 2014            | Wschodnia       | 4               | 15              | 19              | 44,1            | Wygrana – półfinały konferencji (Atlanta, 2–1) Wygrana – finały konferencji (Indiana, 2–1) Przegrana – finały WNBA (Phoenix, 0–3) | Allie Quigley (SIX)                                                         | Pokey Chatman             |
| 2015            | 2015            | Wschodnia       | 2               | 21              | 13              | 61,8            | Przegrana – półfinały konferencji (Indiana, 1–2)                                                                                  | Elena Delle Donne (MVP, SPP) Allie Quigley (SIX) Courtney Vandersloot (APP) | Pokey Chatman             |
| Sezon regularny | Sezon regularny | Sezon regularny | Sezon regularny | 149             | 191             | 43,8            | 1 mistrzostwo konferencji | 1 mistrzostwo konferencji                                                   | 1 mistrzostwo konferencji |
| Play-offs       | Play-offs       | Play-offs       | Play-offs       | 5               | 9               | 35,7            | 0 mistrzostw WNBA | 0 mistrzostw WNBA                                                           | 0 mistrzostw WNBA         |

## Statystyki
| Sezon | Indywidualne          | Indywidualne         | Indywidualne         | Zespół vs Przeciwnik | Zespół vs Przeciwnik | Zespół vs Przeciwnik |
| Sezon | PPG                   | RPG                  | APG                  | PPG                  | RPG                  | FG%                  |
| ----- | --------------------- | -------------------- | -------------------- | -------------------- | -------------------- | -------------------- |
| 2006  | C. Dupree (13,7)      | B. Ngoyisa (5,7)     | J. Perkins (3,2)     | 68,3 vs 79,0         | 30,5 vs 36,4         | 39,4 vs 45,2         |
| 2007  | C. Dupree (16,7)      | C. Dupree (7,7)      | D. Canty (4,1)       | 74,3 vs 76,8         | 34,3 vs 36,0         | 40,6 vs 42,9         |
| 2008  | J. Perkins (17)       | C. Dupree (7,9)      | D. Canty (4,1)       | 72,7 vs 73,8         | 33,1 vs 34,1         | 42,8 vs 41,6         |
| 2009  | C. Dupree (16,7)      | C. Dupree (7,9)      | D. Canty (3,2)       | 75,7 vs 79,2         | 31,9 vs 34           | 43,5 vs 44,2         |
| 2010  | S. Fowles (17,8)      | S. Fowles (9,9)      | D. Canty (3,4)       | 76,1 vs 76,8         | 31,7 vs 33,4         | 43,7 vs 44,4         |
| 2011  | S. Fowles (20)        | S. Fowles (10,2)     | C. Vandersloot (3,7) | 74,2 vs 75,2         | 33,8 vs 32,6         | 43,8 vs 41,8         |
| 2012  | E. Prince (18,1)      | S. Fowles (10,4)     | C. Vandersloot (4,6) | 75,2 vs 75,5         | 34,9 vs 30,1         | 43,1 vs 42,9         |
| 2013  | E. Delle Donne (18,1) | S. Fowles (11,5)     | C. Vandersloot (5,6) | 79,4 vs 73,6         | 37,1 vs 33,2         | 42 vs 40,4           |
| 2014  | E. Delle Donne (17,9) | S. Fowles (10,2)     | C. Vandersloot (5,6) | 76,2 vs 78,2         | 34,1 vs 35,6         | 43,4 vs 42           |
| 2015  | E. Delle Donne (23,4) | E. Delle Donne (8,4) | C. Vandersloot (5,8) | 82,9 vs 78,8         | 36,6 vs 33,6         | 44,6 vs 42,5         |

## Wybory w drafcie
- 2006 Expansion Draft: Jia Perkins, Brooke Wyckoff, Elaine Powell, Kiesha Brown, Deanna Jackson, Laura Macchi, Stacey Lovelace, DeTrina White, Ashley Robinson, Chelsea Newton, Bernadette Ngoyisa, Francesca Zara, Stacey Dales
- 2006: Candice Dupree (6), Jennifer Harris (20), Kerri Gardin (34)
- 2007 Charlotte Dispersal Draft: Monique Currie (1)
- 2007: Armintie Price (3), Carla Thomas (10), Stephanie Raymond (20), Jessica Dickson (21), Jenna Rubino (27)
- 2008: Sylvia Fowles (2), Quianna Chaney (19), Angela Tisdale (33)
- 2009 Houston Dispersal Draft: Mistie Williams Bass (3)
- 2009: Kristi Toliver (3), Danielle Gant (16), Jennifer Risper (29)
- 2010 Sacramento Dispersal Draft: Courtney Paris (4)
- 2010: Epiphanny Prince (4), Abi Olajuwon (28)
- 2011: Courtney Vandersloot (3), Carolyn Swords (15), Angie Bjorklund (17), Amy Jaeschke (27)
- 2012: Shey Peddy (23), Sydney Carter (27)
- 2013: Elena Delle Donne (2), Brooklyn Pope (28)
- 2014: Markeisha Gatling (10), Gennifer Brandon (22), Jamierra Faulkner (34)
- 2015: Cheyenne Parker (5), Betnijah Laney (17), Aleighsa Welch (22)

## Uczestniczki spotkań gwiazd
- 2006: Candice Dupree
- 2007: Candice Dupree
- 2008: nie rozegrano
- 2009: Candice Dupree, Sylvia Fowles, Jia Perkins
- 2010: Sylvia Fowles
- 2011: Sylvia Fowles, Epiphanny Prince, Courtney Vandersloot
- 2012: nie rozegrano
- 2013: Elena Delle Donne, Sylvia Fowles, Epiphany Prince
- 2014: Jessica Breland, Elena Delle Donne
- 2015: Elena Delle Donne, Cappie Pondexter
- 2016: nie rozegrano

## Olimpijki
- 2008: Sylvia Fowles
- 2012: Swin Cash , Sylvia Fowles

## Nagrody i wyróżnienia
- 2006 All-Rookie Team: Candice Dupree
- 2007 All-Rookie Team: Armintie Price
- 2008 All-Defensive Second Team: Sylvia Fowles
- 2008 All-Rookie Team: Sylvia Fowles
- 2010 All-WNBA First Team: Sylvia Fowles
- 2010 All-Defensive First Team: Sylvia Fowles
- 2010 All-Rookie Team: Epiphanny Prince
- 2010 MVP spotkania Stars at the Sun: Sylvia Fowles
- 2011 All-WNBA Second Team: Sylvia Fowles
- 2011 Defensive Player of the Year: Sylvia Fowles
- 2011 All-Defensive First Team: Sylvia Fowles
- 2011 All-Rookie Team: Courtney Vandersloot
- 2012 All-WNBA Second Team: Sylvia Fowles
- 2012 All-Defensive First Team: Sylvia Fowles
- 2013 Debiutantka Roku: Elena Delle Donne
- 2013 Obrońca Roku: Sylvia Fowles
- 2013 All-Rookie Team: Elena Delle Donne
- 2013 All-Defensive First Team: Sylvia Fowles
- 2013 Liderka WNBA w zbiórkach: Sylvia Fowles
- 2014 Rezerwowa Roku: Allie Quigley
- 2014 All-Defensive Second Team: Sylvia Fowles
- 2015 MVP: Elena Delle Donne
- 2015 Rezerwowa Roku: Allie Quigley
- 2015 Liderka strzelczyń WNBA: Elena Delle Donne
- 2015 Liderka WNBA w asystach: Courtney Vandersloot
- 2015 All-WNBA First Team: Elena Delle Donne
- 2015 All-WNBA Second Team: Courtney Vandersloot

## Sztab trenerski

### Właściciele
- Michael J. Alter i Margaret Stender (od 2006)

### Trenerzy
| Trener        | Początek             | Koniec           | Sezony | Sezon regularny | Sezon regularny | Sezon regularny | Sezon regularny | Play-offs | Play-offs | Play-offs | Play-offs |
| Trener        | Początek             | Koniec           | Sezony | W               | P               | %               | Gry             | W         | P         | %         | Gry       |
| ------------- | -------------------- | ---------------- | ------ | --------------- | --------------- | --------------- | --------------- | --------- | --------- | --------- | --------- |
| Dave Cowens   | 25 maja 2005         | 12 września 2006 | 1      | 5               | 29              | 14,7            | 34              | 0         | 0         | 0         | 0         |
| Bo Overton    | 12 grudnia 2006      | 12 marca 2008    | 1      | 14              | 20              | 41,2            | 34              | 0         | 0         | 0         | 0         |
| Steven Key    | 12 marca 2008        | 10 września 2010 | 3      | 42              | 60              | 41,2            | 102             | 0         | 0         | 0         | 0         |
| Pokey Chatman | 29 października 2010 | Current          | 5      | 88              | 82              | 51,8            | 170             | 5         | 9         | 35,7      | 14        |

### Generalni menadżerowie
- Dave Cowens (2006)
- Bo Overton (2007)
- Steven Key (2008–2010)
- Pokey Chatman (od 2011)

### Asystenci trenrów
- Steven Key (2006–2007)
- Roger Reding (2007)
- Stephanie White (2007–2010)
- Michael Mitchell (2008–2010)
- Jeff House (2011–2012)
- Christie Sides (od 2011)
- Tree Rollins (od 2013)